# 平尾道雄 (政治家)
平尾 道雄（ひらお みちお、1950年12月24日 - ）は、日本の政治家。前滋賀県米原市長（通算4期）。

## 来歴
滋賀県坂田郡伊吹村高番（現・米原市）出身。伊吹村立春照小学校、伊吹村立伊吹山中学校、滋賀県立米原高等学校、東洋大学社会学部卒業。
1973年（昭和48年）4月、米原町役場に奉職。2003年（平成15年）10月、山東町・伊吹町・米原町合併協議会事務局長に就任。
2005年（平成17年）2月14日、米原町は山東町、伊吹町と合併して米原市が発足する。これに伴って行われた米原市長選挙で初当選。
2009年（平成21年）の選挙で落選。2013年（平成25年）の選挙で返り咲く。2016年（平成28年）9月30日、市議会最終日の閉会挨拶で次期市長選に立候補する意向を表明した。
2017年（平成29年）、3回目の当選を果たす。
2021年（令和3年）、他の立候補者がいないことから、無投票により4回目の当選を果たす。
2024年9月20日、翌10月13日付での市長辞職願を市議会議長に届け出た。次期衆議院議員総選挙で滋賀2区より立憲民主党が擁立を目指しており、同月24日に記者会見で次期総選挙へ向けて出馬表明を行った。10月2日、立憲民主党が正式に平尾の公認を発表した。滋賀2区の立憲民主党の公認候補となったが、選挙は自由民主党公認の上野賢一郎に敗れ、落選した。

## 市長選の結果
2005年米原市長選挙
2005年（平成17年）2月27日告示、3月6日執行。自由民主党・民主党・公明党の推薦を得て立候補。無投票で初当選を果たした。
2009年米原市長選挙
2009年（平成21年）2月22日執行。前滋賀県東京事務所長の泉峰一に289票差で敗れる。
※当日有権者数：32,603人 最終投票率：68.73%（前回比：pts）
| 候補者名 | 年齢 | 所属党派 | 新旧別 | 得票数   | 得票率 | 推薦・支持 |
| -------- | ---- | -------- | ------ | -------- | ------ | ---------- |
| 泉峰一   | 59   | 無所属   | 新     | 11,277票 | 50.65% |            |
| 平尾道雄 | 58   | 無所属   | 現     | 10,988票 | 49.35% |            |

2013年米原市長選挙
2013年（平成25年）2月17日執行。社民党と連合滋賀の推薦を得て出馬。現職の泉峰一との2度目の戦いを制し市長職に返り咲いた。
※当日有権者数：32,202人 最終投票率：61.88%（前回比：-6.85pts）
| 候補者名 | 年齢 | 所属党派 | 新旧別 | 得票数  | 得票率 | 推薦・支持               |
| -------- | ---- | -------- | ------ | ------- | ------ | ------------------------ |
| 平尾道雄 | 62   | 無所属   | 元     | 9,981票 | 50.47% | （推薦）社民党・連合滋賀 |
| 泉峰一   | 63   | 無所属   | 現     | 9,796票 | 49.53% |                          |

2017年米原市長選挙
2017年（平成29年）2月19日執行。米原駅東口の新市庁舎建設計画の白紙撤回を主張する元市議の松崎淳を破り、通算3期目の当選。
※当日有権者数：32,590人 最終投票率：51.73%（前回比：-10.15pts）
| 候補者名 | 年齢 | 所属党派 | 新旧別 | 得票数   | 得票率 | 推薦・支持 |
| -------- | ---- | -------- | ------ | -------- | ------ | ---------- |
| 平尾道雄 | 66   | 無所属   | 現     | 12,116票 | 72.93% |            |
| 松崎淳   | 40   | 無所属   | 新     | 4,498票  | 27.07% |            |

2021年米原市長選挙
2021年（令和3年）2月14日告示。締め切りまでに他の立候補者がいなかったため無投票で4選した。

## 市政
- 2020年（令和2年）5月21日、新型コロナウイルス対策の財源に充てるため、自身と副市長、教育長の6月期末手当を全額カットすると発表した[13]。

## 選挙歴
| 当落 | 選挙                   | 執行日         | 年齢 | 選挙区      | 政党       | 得票数    | 得票率 | 定数 | 得票順位 /候補者数 | 政党内比例順位 /政党当選者数 |
| ---- | ---------------------- | -------------- | ---- | ----------- | ---------- | --------- | ------ | ---- | ------------------ | ---------------------------- |
| 当   | 2005年米原市長選挙     | 2005年3月6日   | 54   | ――          | 無所属     | ーー票    | ーー   | 1    | /1                 | /                            |
| 落   | 2009年米原市長選挙     | 2009年2月22日  | 58   | ――          | 無所属     | 1万988票  | 49.35% | 1    | 2/2                | /                            |
| 当   | 2013年米原市長選挙     | 2013年2月17日  | 62   | ――          | 無所属     | 9981票    | 50.47% | 1    | 1/2                | /                            |
| 当   | 2017年米原市長選挙     | 2017年2月19日  | 66   | ――          | 無所属     | 1万2116票 | 72.93% | 1    | 1/2                | /                            |
| 当   | 2021年米原市長選挙     | 2021年2月21日  | 70   | ――          | 無所属     | ーー票    | ーー   | 1    | /1                 | /                            |
| 落   | 第50回衆議院議員総選挙 | 2024年10月27日 | 73   | 滋賀県第2区 | 立憲民主党 | 6万5324票 | 28.74% | 1    | 2/3                | 5/4                          |